# Mimeusemia peshwa
Mimeusemia peshwa är en fjärilsart som beskrevs av Moore 1859. Mimeusemia peshwa ingår i släktet Mimeusemia och familjen nattflyn. Inga underarter finns listade i Catalogue of Life.